# Giacomo Bracelli
Giacomo Bracelli (Sarzana, 1390 – Genova, 1466) è stato uno storico e diplomatico italiano, al servizio della Repubblica di Genova.

## Biografia
Nato a Sarzana da una famiglia di origine spezzina, studiò molto probabilmente a Pavia. Rientrato a Genova si sposò con Nicoletta Pinelli, figlia del notabile Onofrio, da cui ebbe numerosi figli.
Cancelliere della Repubblica di Genova dal 1411, Bracelli fu tra i promotori delle leggi suntuarie che dal 1449 al 1540 imposero una regolamentazione del lusso tra i nobili e ricchi mercanti genovesi. Tali leggi, benché non fossero risultate molto efficaci, furono pubblicamente lodate dal Savonarola a Firenze.
Bracelli fu anche un importante intellettuale umanista, intrattenendo rapporti epistolari con varie personalità della cultura italiana dell'epoca: Giovanni Aurispa, Poggio Bracciolini, Flavio Biondo, Gianmario Filelfo, Biagio Assereto, Andreolo Giustiniani Banca e Agostino Bracelli, suo nipote.
Scrisse alcuni saggi storici come il De bello hispaniensi libri V, Descriptio Orae Ligusticae, De claris Genuensibus libellus.